# لاریسا باغداساریان
لاریسا باغداساریان (ارمنی: Լարիսա Բաղդասարյան؛ انگلیسی: Larisa Baghdasaryan زادهٔ ۵ آوریل ۱۹۹۳) نوازنده پیانو اهل ارمنستان است. 

## زندگی‌نامه
وی در ۵ آوریل ۱۹۹۳ در ایروان به دنیا آمد و از مدرسه ابتدایی شماره ۷۸ هایراپت هایراپتیان (۲۰۱۰)، مدرسه موسیقی سایات‌نووا، مدرسه موسیقی چایکوفسکی ایروان (۲۰۱۰) و کنسرواتوار دولتی کومیتاس ایروان (۲۰۱۴) فارغ‌التحصیل گشت. 